# Сальгадо Пинеда, Эвелин
Эвелин Сесия Сальгадо Пинеда (исп. Evelyn Cecia Salgado Pineda; род. 5 февраля 1982, Игуала, Герреро) — мексиканская юристка и политик, активистка партии Движение национального возрождения («Морена»). 15 октября 2021 года она заняла должность губернатора штата Герреро, став первой женщиной на этом посту.

## Ранние годы
Эвелин Сальгадо родилась в Игуале. Она старшая из пяти дочерей местного политика и нынешнего сенатора от штата Герреро Феликса Сальгадо Маседонио и Марии де Хесус Пинеды Эчеверриа. Эвелин изучала право в Университете Ла-Саль в Куэрнаваке (штат Морелос).

## Политическая карьера
С 22-летнего возраста она работала советником местного депутата Гильермо Лопеса Рувалькабы в Морелосе. Когда её отец, Феликс Сальгадо Маседонио, был мэром Акапулько, она была назначена президентом Национальной системы комплексного развития семьи с 2006 по 2008 год. В течение шестилетнего срока полномочий Эктора Астудильо Флореса она была местным делегатом от Акапулько в Секретариате по делам женщин в Герреро.
В 2012 году она была предварительным кандидатом на пост местного депутата третьего округа от Партии демократической революции (ПДР).

### Выборы губернатора Герреро

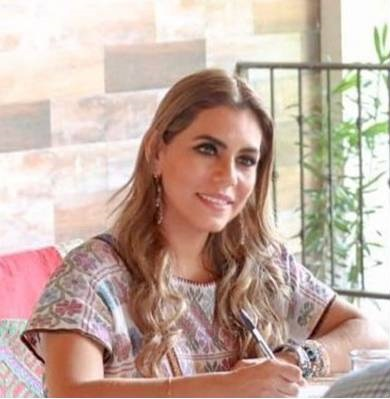
Сальгадо Пинеда в 2021 году

27 апреля 2021 года Федеральный избирательный трибунал судебной власти (TEPJF) одобрил снятие с предвыборной кампании кандидатуры Феликса Сальгадо Маседонио. Однако практически сразу же появились предположения, что кандидатом от «Морены» может стать его дочь Эвелин. За два дня, что считается рекордным сроком, партия по всему штату Герреро провела телефонный опрос, в котором кандидатом была выбрана Эвелин Сальгадо с 37,9 % голосов, опередив Нестору Сальгадо, набравшую 13,9 %, и Марию де ла Лус Нуньес Рамос с 10 %.
5 мая 2021 года она дала старт своей предвыборной кампании вместе со своим отцом, матерью и сёстрами в Акапулько, в районе Ла-Лаха. Её отец произнёс вступительную речь, раскритиковав Национальный избирательный институт и TEPJF.
9 мая Избирательный институт гражданского участия штата Герреро (IEPC) опубликовал бюллетень для голосования 6 июня, в который включено имя Эвелин Сальгадо Пинеды по прозвищу «La Torita» («Бычок»), что отсылает к собственному представлению её отца как «El Toro sin cerca» («Бык без ограждения»).
После выборов 6 июня 2021 года PREP Института избирательного и гражданского участия Герреро сообщил, что Сальгадо набрала 46,46 % голосов против 37,8 % у Марио Морено, кандидата от альянса Институционно-революционной партии и ПДР. Таким образом, Сальгадо стала победительницей гонки.